# 하인리히 올베르스
하인리히 빌헬름 올베르스(Heinrich Wilhelm Matthäus Olbers, 1758년 10월 11일 ~ 1840년 3월 2일)는 독일의 천문학자이자 물리학자이며 의사다.
괴팅겐에서 의사가 되기 위해 공부하였으며, 1780년 졸업한 이후에 브레멘에서 개업을 했다. 그러나 천문학에 관심을 보였던 그는 1802년 소행성 2 팔라스를, 1807년3월 29일 4 베스타를 발견하였다.
1815년 3월 6일, 올베르스는 주기 혜성을 발견하기도 했다. 이 혜성은 그의 이름을 따서 올베르스 혜성(13P/Olbers)로 명명되었다.
올베르스의 역설은 그의 이름을 딴 것이다.